# Mouvement pour la Démocratie et le Progrès
Mouvement pour la Démocratie et le Progrès (MDP), auch Mouvement Démocratique Populaire, war eine politische Partei im Inselstaat Komoren.

## Geschichte
Die Partei entstand in Moroni und beteiligte sich an der Verfassungsänderung, die im Referendum 1992 beschlossen wurde. Im weiteren Verlauf des Jahres focht sie jedoch die Parlamentswahlen an, denn obwohl die Partei den höchsten Stimmenanteil von 10,4 % erworben hatte, erhielt sie nur drei Sitze in der Unionsversammlung, während die xxx sieben Sitze erhielt.
In den vorgezogenen Parlamentswahlen 1993 errand die Partei nur zwei Sitze. 1994 schloss sich die MDP mit anderen Oppositionsparteien zusammen zum „xxx“ (FRN), einer Allianz gegen Präsident Said Mohamed Djohar.
Die MDP benannte Abbas Djoussouf als Kandidaten für die Präsidentschaftswahlen 1996. Djoussouf kam im ersten Wahlgang auf den zweiten Platz. In der Stichwahl wurde er aber vom Kandidaten der UDD Mohamed Taki Abdoulkarim geschlagen (64 % zu 36 %). Die MDP boykottierte daraufhin die Parlamentswahlen im gleichen Jahr. Djoussouf wurde dennoch im November 1998 zum Premierminister ernannt. Nach dem Staatsstreich 1999 verließ die MDP wieder das Bündnis der FRN, da einige Mitgliedsparteien den Staatsstreich unterstützt hatten.
Djoussouf war erneut Kandidat für die Präsidentschaftswahlen 2002, wo er auf den neunten Platz kam. Vor der Parlamentswahl 2004 schloss sich die MDP dem Camp des Îles Autonomes an. Die Allianz gewann 12 von 18 Direktmandaten und alle 15 indirekt gewählten Sitze.